# Салихово (Ишимбайский район)
Салихово (баш. Сәлих) — село в Ишимбайском районе Башкортостана, входит в состав Урман-Бишкадакского сельсовета.

## Географическое положение
Расположено по обоим берегам реки Селеук. В окрестностях в Селеук впадают реки Солёный и Сунгурелга, к востоку располагается гора Кызлар-Караул. Севернее деревни, на дороге в Аптиково находится гора Сангы-тау.
Расстояние до:
- районного центра (Ишимбай): 18 км,
- ближайшей ж/д станции (Стерлитамак): 25 км.

## История
В 1795 году входила в Азнаевскую тюбу. В 13-ю юрту 7-го кантона входили четыре деревни Азнаевой тюбы Юрматынской волости: Сайраново, Аптиково, Маломаксютово, Арларово, а также 3 деревни Ильсектимеровой тюбы Тельтим-Юрматынской волости (Гумерово, Юлдашбаево, Искисяково).
Долгое время существования основным направлением занятости было коневодство и пчеловодство. Было развито землепашество, сейчас ставшее основным. На 78 дворов с 489 жителями приходилось 1158 лошадей, 854 коровы, 278 овец, 87 коз. 359 ульев в деревне в 1839 году. Через три года здесь сеяли 328 пудов озимого и 1330 пудов ярового хлеба.
Ранее было центром упразднённого Салиховского сельсовета.

## Население
- 1795 год — 444 жителя и 43 двора.
- Середина XIX века — 690 человек и 43 дома.
- 1920 — 1041 человек и 206 дворов[3].
- 2002 — 650 чел.
- 2009 — 686 жителей[4].

| 2002 | 2009 | 2010 |
| ---- | ---- | ---- |
| 650  | ↗686 | ↘584 |

## Улицы
| - Гаражная - Зелёная | - Луговая - Механизаторов | - Мостовая - Мусы Гареева | - Октября - Речная | - Садовая - Советская | - Центральная - Школьная | - Якупа Кулмыя |

## Образование
Салиховская основная школа.

## Религия
В селе есть мечеть.

## Достопримечательности
Место съемки фильма  «Галиябану. Легенда о любви» .